# James White (Politiker, 1938)
James White (* 2. Januar 1938 im County Donegal, Irland; † 2. September 2014 ebenda) war ein irischer Unternehmer und Politiker der Fine Gael. Von 1973 bis 1982 war er Teachta Dála (Abgeordneter) im Dáil Éireann, dem irischen Unterhaus.

## Biografie
White baute über Jahre die White’s Hotel Group, die von Ballyshannon aus geleitet wird, auf. Zuletzt gehörten einige große Hotels, u. a. in Lisdoonvarna, im Westen Irlands zu der Hotelkette.
Sein Versuch, bei der Wahl zum Dáil Éireann 1965 im Wahlkreis Donegal South  und bei der Nachwahl für Patrick O’Donnell im Wahlkreis Donegal Leitrim 1970 in den Dáil einzuziehen, scheiterten. Bei den Wahlen 1973 konnte er jedoch einen Sitz im Wahlkreis Donegal–Leitrim erringen, den er auch beim Neuzuschnitt seines Wahlkreises 
zu Donegal bei den Wahlen 1977 verteidigen konnte. Bei den darauf folgenden Wahlen zum Dáil Éireann 1981 war er dann im Wahlkreis Donegal South-West erfolgreich. Dann schied er jedoch aus und versuchte erfolglos, bei den Wahlen zum Dáil Éireann 1992 und 2002 in Donegal South-West zurückzukehren.

## Quelle
- Eintrag auf der Homepage des Oireachtas